# Université de Beni Suef
L'université de Beni Suef (en arabe : جامعة بني سويف ; en anglais : Beni-Suef University) est une université publique située à Beni Suef, en Égypte.
Elle est classée par le U.S. News & World Report au 55e rang du classement régional 2016 des universités arabes.

## Historique
Fondé en 1976 en tant que composante de l'université du Caire, l'établissement est devenu indépendant en 2005 (décret présidentiel no 184 de 2005).

## Source
- (en) Cet article est partiellement ou en totalité issu de l’article de Wikipédia en anglais intitulé « Beni-Suef University » (voir la liste des auteurs).